# Play It Cool
Play It Cool è un singolo del DJ statunitense Steve Aoki e del gruppo musicale sudcoreano Monsta X, pubblicato il 22 marzo 2019 come secondo estratto dal sesto album in studio di Aoki Neon Future IV.

## Descrizione
Si tratta della versione in lingua inglese dell'omonimo brano originariamente pubblicato dai Monsta X nel loro album Take.2 We Are Here, uscito nel febbraio 2019.

## Video musicale
Il videoclip mostra scene di Aoki viaggiare in macchina intento ad ascoltare il brano alternate ad altre in cui i Monsta X cantano le strofe dello stesso ed eseguono varie coreografie.

## Tracce
Download digitale
1. Play It Cool – 2:49

Download digitale – Quintino Remix
1. Play It Cool (Quintino Remix) – 4:39

Download digitale – DVBBS Remix
1. Play It Cool (DVBBS Remix) – 4:30

## Classifiche
| Classifica (2019)              | Posizione massima |
| ------------------------------ | ----------------- |
| Stati Uniti (dance/electronic) | 20                |